# Атанас Хрисимов (учител)
 Тази статия е за просветния деец от Мусомища.  За свещеника от Старчища вижте Атанас Хрисимов.  
Атанас Хрисимов е български просветен деец от Македония.

## Биография
Атанас Хрисимов е роден в 1887 в неврокопското село Мусомища, тогава в Османската империя. Произхожда от многолюдно семейство, има трима братя и една сестра. Начално училище Атанас Хрисимов завършва в родното си село, прогимназия в град Неврокоп, а след това учи и завършва Скопското педагогическо училище през 1904/1905 година.
Първите години е учител в Дебрене, Мелнишко, после в селата Скребатно и Садово, Неврокопско. До това време е вече известен учител и активен участник в дейността на ВМОРО. Взема дейно участие в провеждането на Първия конгрес на селските учители от Неврокопска околия, проведен на 11 октомври 1908 г. в село Гайтаниново.
През есента на 1912 г. много от учителите не заемат местата си поради започналата Балканска война срещу Турция. Наложило се ново назначение на учители. В село Сатовча са назначени двама учители – Атанас Хрисимов и Магдалена Антонова-Карталова от Неврокоп. Училището е отворено на 12 декември 1912 г. Атанас Хрисимов е учител и едновременно изпълнява длъжността секретар–бирник в новосъздадената общинска българска държавна власт. Той поставя основите на общинската документация, съгласно изискванията на българската държава. От него има останали много документи, най-важен от които е „Актът за предаване и приемане на сметката“ от него, на новоназначения секретар-бирник Атанас Вълчев.
Много интересен е списъкът за събиране на данъка беглик. От него се вижда, че са споменати новите български имена на българо-мохамеданите, по нареждане на тогавашното българско правителство, а също така могат да се почерпят сведения и колко е бил броят на овцете и козите в селото през тази година.
Атанас е образцов за времето си учител. Това личи и от документите, които е оставил за организиране на учебния процес. Много голяма дейност развива и в църковната област. Той е един от отличните певци и помощници на свещеника в черквата, особено за коледните и великденските празници и Деня на светите братя Кирил и Методий – 11 май.
Атанас Хрисимов, като учител и общественик, оставя дълбоки следи в просветното дело. Учебните години винаги приключват с полагане на годишен изпит от учениците. Селяните от благодарност към неговия труд му подаряват кепета и кърпи, шарени чорапи и други вещи. Той е колоритна личност, голям веселяк и компаньор. Под негово ръководство започва честването с учениците на 1 май, води ги на излети. Според ученика му от учебната 1914 – 1915 г. Тодор Караколев, той е един от първите сеячи на социалистическите идеи в Сатовча. Един от братята на Атанас Вълчев казва, че Атанас Хрисимов заедно с другите учители от съседните села и братът на Атанас Вълчев, под ръководството на данъчния началник Трифонов от Брацигово изнесли с успех пред селяните пиесите „Старият воин“ и „Пленникът от Трикери“.
Училищната библиотека по негово време е абонирана за списание „Учител“, издавано в София, което е необходимо методическо помагало за учителите.
Всестранната дейност на този неуморен, млад, с възрожденски дух учител се прекъсва от влизането на България в Първата световна война (1914 – 1918 г.). През есента на 1915 г. Атанас Хрисимов е мобилизиран в армията и участва в боевете докрая на войната.
Завръщайки се от фронта Атанас се разболява от инфлуенца. Умира на 2 юни 1919 г. на 32 години в разцвета на своите сили. Оставя в мизерия млада вдовица с две дъщери-сирачета.